# Methylstyren
Methylstyren, také nazývaný α-methylstyren, je organická sloučenina se vzorcem C6H5C(CH3)=CH2. Jedná se o bezbarvou olejovitou kapalinu.

## Výroba a reakce
Methylstyren je výchozí látkou při výrobě plastifikátorů a polymerů.
Společně s acetofenonem je methylstyren vedlejším produktem při výrobě fenolu a acetonu kumenovým procesem. Získat jej lze také dehydrogenací kumenu.
Homopolymer této sloučeniny, poly(α-methylstyren), je nestálý.